# Hu (mitologija)
Hu (egipčansko ḥw) je bil v Starem Egiptu pobóženje prve besede – stvarjenje, ki naj bi jo Atum vzkliknil ob ejakulaciji (ali alternativno ob svojem obrezovanju) v svojem samozadovoljevalnem dejanju ustvarjanja Eneade.
Omenjen je že v Starem kraljestvu v piramidnih besedilih PT 251 in PT 697 kot spremljevalec pokojnega faraona. Skupaj s Sio je bil upodobljen v spremstvu Tota, s katerim so ga občasno enačili.
V Srednjem kraljestvu so vsi bogovi sodelovali v Huju in Sii in bili povezani s Ptahom, ki je z izgovarjanjem besede stvarjenje ustvaril vesolje.
Hu v človeški podobi je bil upodobljen kot sokol ali kot človek z ovnovo glavo. V Novem kraljestvu sta bila tako Hu kot Sia skupaj s Heko, Irerjem in Sedžemom člana štirinajstih ustvarjalnih moči Amon-Raja. V času ptolemajskega Egipta se je Hu združil s Šujem (zrak).

## Vir
- Wilkinson, R. H. Die Welt der Götter im Alten Ägypten. Glaube - Macht - Mythologie. Stuttgart 2003.